# Černohorský močál
Černohorský močál či Černohorská slať je vrchovištní rašeliniště (s rašelinnou vrstvou a rozsáhlými klečovými porosty) nacházející se v mělkém sedle, které je tvořeno severozápadním svahem Černé hory (1316 m) a jižním svahem Čertova vrchu (1245 m). Černohorský močál (o rozloze 120 hektarů v nadmořské výšce kolem 1170 m) je vzdálen vzdušnou čarou asi 4 km jihozápadním směrem od šumavské obce Kvilda. Celá jeho plocha se nachází v chráněné 1. zóně Národního parku Šumava, kam je volný přístup turistů povolen jen v rámci výprav (organizovaných Správou Národního parku Šumava) s odborným průvodcem. Zdejší rašelinné lesy jsou místem výskytu lesní orchideje – bradáčku srdčitého. Ve středu horského vrchoviště se ostrůvkovitě vyskytují vzácná reliktní společenstva blatnice bahenní (Scheuchzeria palustris), ostřice mokřadní (Carex limosa) a klikvy bahenní (Vaccinium oxycoccos).

## Vodní režim
Černohorský močál se nachází na rozvodnici Černohorského potoka (jeho voda se nakonec vlévá do řeky Otavy) a levostranných přítoků Teplé Vltavy (jejich vody se nakonec vlévají do řeky Vltavy) – tedy stručněji na rozvodí Otavy a Vltavy.

## Správní začlenění
Za správního hlediska se v minulosti Černohorský močál nacházel na území revírů Filipova Huť (část obce Modrava) a Hraběcí Huť (část obce Kvilda). V současné době (rok 2019) probíhá Černohorským močálem správní hranice mezi obcemi Modrava a Kvilda (přesněji se jedná dokonce o správní hranice Plzeňského kraje a Jihočeského kraje).

## Odvodňování
Požadavky na výsadby lesních porostů za účelem pěstování lesů či zakládání nových lesů (případně získávání pastvin nebo polí) vedly v minulosti k neuvážených odvodňovacím zásahům do rašelinových komplexů. Zásahy do vodního režimu (výstavba sítí odvodňovacích příkopů a kanálů) nežádoucím způsobem ovlivnily i vývoj Černohorského močálu. S vysoušením se začalo již v 19. století, ale největší zásahy se uskutečnily v 80. letech dvacátého století, kdy Šumavou procházel drátěný zátaras tzv. železná opona. „Jádrem“ Černohorského močálu je vrchoviště. To je obklopeno podmáčenými smrčinami a odvodňovacími rýhami. Kromě těchto prvků, které močál „ohraničují“ je Černohorský močál navíc na své jižní straně přetnut (do dálky táhnoucím se) průsekem zbylým po drátěném zátarasu z 80. let dvacátého století. Podél této „příhraniční opony“ byly vyhloubeny odvodňovací kanály, z nichž mnohé sahaly do hloubky až dvou a půl metrů. Do nich byly svedeny odtoky z pramenů z navazujících lesních rašelinišť.
Poznatky o důležitosti zadržování vody v krajině, významu vytváření místního mikroklimatu a podstatného zpomalování odtoku povodňových vod, k nimž se dospělo na začátku 21. století, vyústily ke konkrétním revitalizačním opatřením: původní odvodňovací rýhy byly nově přehrazeny kaskádou dřevěných hrází s cílem opětovně zvýšit hladinu podzemní vody a zadržet vodu v dotčených biotopech na revitalizovaném území.
Tak i podél jižní hranice Černohorského močálu byly zde se nacházející odvodňovací kanály postupem doby revitalizovány (viz dále).

## Revitalizace

### První etapa
Horské vrchoviště díky předešlému odvodňování téměř celé zarostlo „klečí“ a zčásti také stromovou vegetací. První opatření směřující k záchraně mokřadů byla na lokalitě Černohorského močálu zahájena již v roce 2002. V letech 2006 až 2010 byly ručně zablokovány odvodňovací kanály v těsném okolí vrchoviště. Blokování bylo provedeno pomocí dřevěných hrází. Nakonec byly zablokované odvodňovací kanály zasypány.

### Druhá etapa
V rámci druhé etapy (v letech 2013 až 2014) došlo k zablokování silně vymílaných odvodňovacích kanálů na svazích nad Teplou Vltavou. Během této druhé revitalizační etapy bylo přehrazeno celkem 2,4 km kanálů. Přehrazení bylo provedeno kaskádou dřevěných hrází tak, aby se zvýšila hladina podzemní vody a to na úroveň, která byla potřebná pro obnovu a zachování rašeliniště. Přehrazené (zablokované) kanály byly nakonec zasypány. Současně byly obnoveny drobné lesní potůčky. Ty byly v rámci předchozího odvodňování zavedeny do lesa, během revitalizace pak byla jejich voda nasměrována do soustavy nezablokovaných kanálů, které „vyživují“ močál. Obrovské rozměry odvodňovacích kanálů (místy 7 m šířky a více než 2 m hloubky) si ve druhé etapě revitalizace vyžádaly použití techniky.

## Fotogalerie (informační tabule)

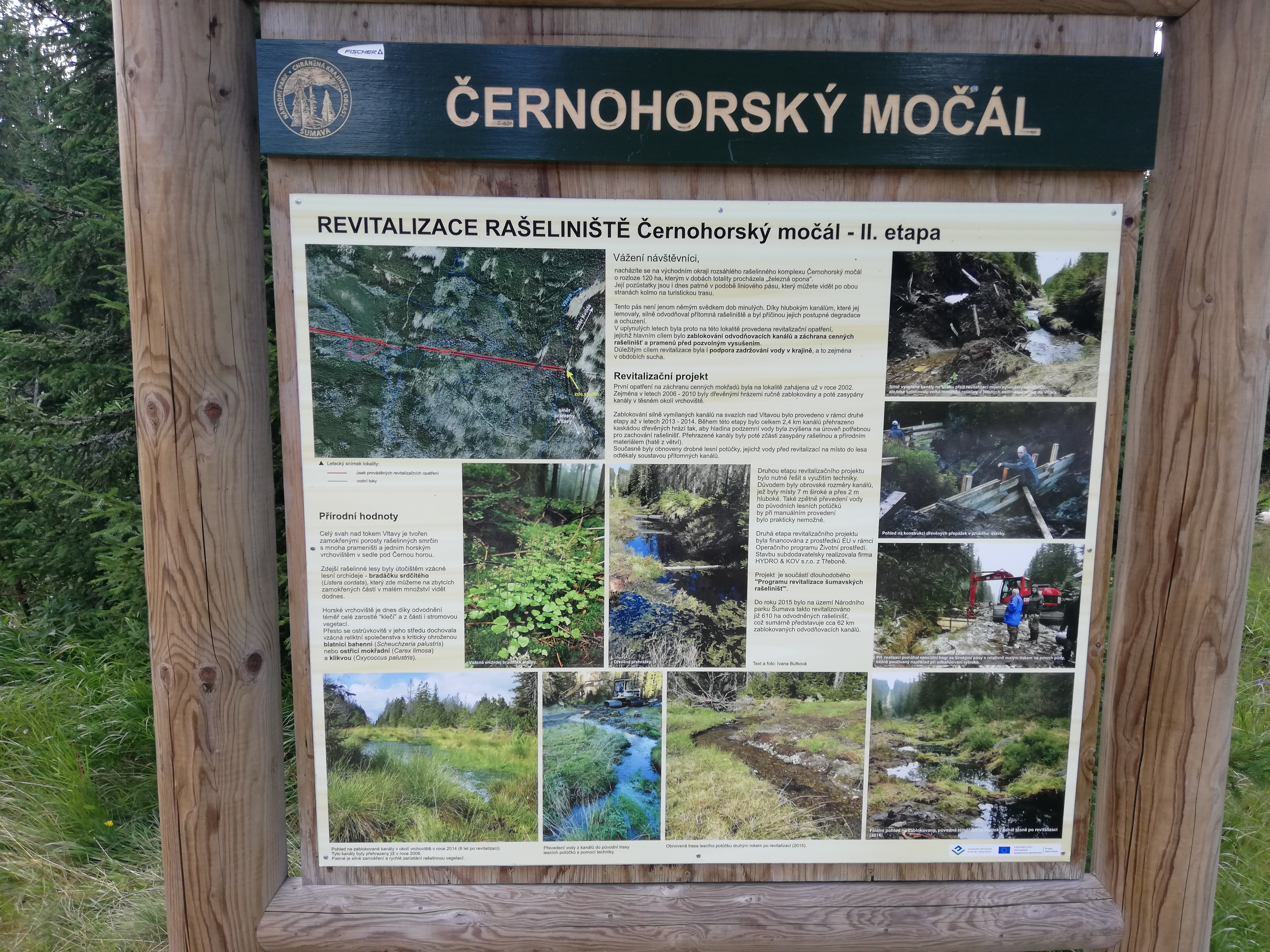
Revitalizace rašeliniště Černohorský močál – II. etapa
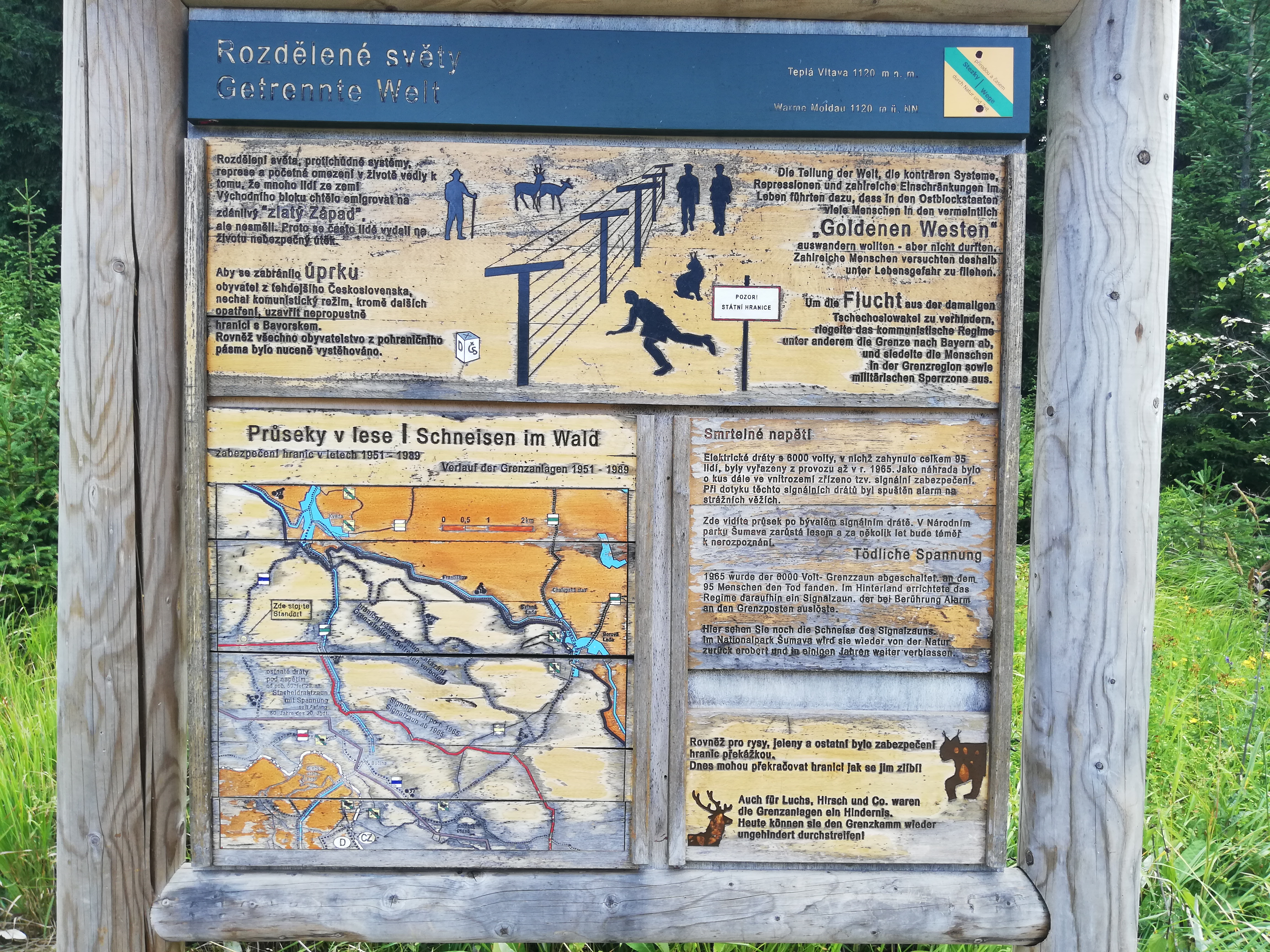
Rozdělené světy